# 垂头苇谷草
垂头苇谷草（学名：Pentanema cernuum），为菊科苇谷草属下的一个植物种。